# TRIM59
TRIM59 (англ. Tripartite motif containing 59) – білок, який кодується однойменним геном, розташованим у людей на 3-й хромосомі. Довжина поліпептидного ланцюга білка становить 403 амінокислот, а молекулярна маса — 47 114.
| 10         |  | 20         |  | 30         |  | 40         |  | 50         |
| ---------- |  | ---------- |  | ---------- |  | ---------- |  | ---------- |
| MHNFEEELTC |  | PICYSIFEDP |  | RVLPCSHTFC |  | RNCLENILQA |  | SGNFYIWRPL |
| RIPLKCPNCR |  | SITEIAPTGI |  | ESLPVNFALR |  | AIIEKYQQED |  | HPDIVTCPEH |
| YRQPLNVYCL |  | LDKKLVCGHC |  | LTIGQHHGHP |  | IDDLQSAYLK |  | EKDTPQKLLE |
| QLTDTHWTDL |  | THLIEKLKEQ |  | KSHSEKMIQG |  | DKEAVLQYFK |  | ELNDTLEQKK |
| KSFLTALCDV |  | GNLINQEYTP |  | QIERMKEIRE |  | QQLELMALTI |  | SLQEESPLKF |
| LEKVDDVRQH |  | VQILKQRPLP |  | EVQPVEIYPR |  | VSKILKEEWS |  | RTEIGQIKNV |
| LIPKMKISPK |  | RMSCSWPGKD |  | EKEVEFLKIL |  | NIVVVTLISV |  | ILMSILFFNQ |
| HIITFLSEIT |  | LIWFSEASLS |  | VYQSLSNSLH |  | KVKNILCHIF |  | YLLKEFVWKI |
| VSH        |  |            |  |            |  |            |  |            |

A: Аланін

C: Цистеїн

D: Аспарагінова кислота

E: Глутамінова кислота

F: Фенілаланін

G: Гліцин

H: Гістидин

I: Ізолейцин

K: Лізин

L: Лейцин

M: Метіонін

N: Аспарагін

P: Пролін

Q: Глутамін

R: Аргінін

S: Серин

T: Треонін

V: Валін

W: Триптофан

Задіяний у такому біологічному процесі, як альтернативний сплайсинг. 
Білок має сайт для зв'язування з іонами металів, іоном цинку. 
Локалізований у мембрані, ендоплазматичному ретикулумі.